# Orgilus gossypii
Orgilus gossypii är en stekelart som beskrevs av Muesebeck 1956. Orgilus gossypii ingår i släktet Orgilus och familjen bracksteklar. Inga underarter finns listade i Catalogue of Life.